# Distretto di Xayboury
Il distretto di Xayboury è uno dei quindici distretti (mueang) della provincia di Savannakhet, nel Laos. Ha come capoluogo la città di Xayboury.